# Orgasmatron
| Recensione             | Giudizio |
| ---------------------- | -------- |
| AllMusic               |          |
| Encyclopaedia Metallum | 91/100   |

Orgasmatron è il settimo album in studio dei Motörhead, pubblicato nel 1986 per la GWR.
È stato l'unico album dei Motörhead registrato con Pete Gill alla batteria (dopo il best of No Remorse). Il suo titolo provvisorio doveva essere Ridin' with the Driver, ma fu cambiato in Orgasmatron (troppo tardi però per far cambiare al grafico Joe Petagno anche la copertina). L'album, numero 21 delle classifiche britanniche, è stato il ritorno felice dei Motörhead, (ormai diventati un quartetto dopo l'abbandono di "Fast" Eddie Clarke prima, e Phil Taylor e Brian Robertson dopo) a seguito dell'insuccesso datato 1983, Another Perfect Day.

## Il disco
Questo è probabilmente il disco più veloce del gruppo col maggior numero di canzoni speed rispetto a tutta la produzione della band.  L'album si dimostra fin dall'inizio più ispirato del precedente, richiamando però sonorità differenti dai primi lavori dei Motörhead.
Il disco inizia con Deaf Forever, unico singolo estratto dall'album; il brano può sicuramente inserirsi tra le migliori produzioni motorheadiane di sempre con riff convincenti e buoni assoli del nuovo entrato Phil Campbell, destinato a restare al fianco di Lemmy per moltissimo tempo.
A seguire Nothing Up my Sleeve, cavalcata che mantiene sempre alti i ritmi dell'album e che ricorda molto le hit passate della band londinese. Come terza traccia Ain't my Crime, con un grande lavoro svolto da Pete Gill per tutta la durata del brano. Il brano successivo è Claw, uno dei pezzi più duri di tutto l'album. Mean Machine invece è un buon pezzo che, forse, pecca un po' per la durata eccessivamente breve.
Sesta traccia è Built for Speed, brano con riff pesanti e duri e corposo ricorso alla batteria.
La traccia che segue è Ridin' with the Driver che, nonostante possa considerarsi un buon brano, non è stato del tutto apprezzato da parte dei fan del gruppo. Il penultimo posto è occupato invece da un altro classico della band, Doctor Rock.
Ultima traccia la title track, Orgasmatron, brano molto apprezzato dai fan storici del gruppo, grazie alla voce roca e "malvagia" del cantante, ai riff rocciosi ed alla batteria di Pete. Il brano è stato rielaborato nel 2000, ed è stato fatto girare per la rete con il titolo di Orgasmatron 2000, e poi inclusa nel box set del 2003 Stone Deaf Forever!.
I brasiliani Sepultura hanno incluso, nella versione rimasterizzata del loro album Arise, la cover di Orgasmatron. Anche i Satyricon hanno proposto una cover del brano, nell'EP Megiddo, uscito nel 1997.

## Tracce
Tutte le tracce sono composte da Kilmister, Gill, Burston, Campbell.
1. Deaf Forever - 4:25
2. Nothing up my Sleeve - 3:11
3. Ain't my Crime - 3:42
4. Claw - 3:31
5. Mean Machine - 2:57
6. Built for Speed - 4:56
7. Ridin' with the Driver - 3:47
8. Doctor Rock - 3:37
9. Orgasmatron - 5:27

- Nella nuova versione rimasterizzata ci sono 3 bonus-tracks;

10. On the road (live) - 4:59
11. Steal yor face (live) - 4:15
12. Claw (versione alternata) - 3:31
- Inoltre, la riedizione dell'album, contiene un bonus-CD con l'esibizione della band al Kerrang! Wooargh Weekender del 13 ottobre 1984 con le seguenti tracce;

1. Stay Clean
2. Heart of Stone
3. Nothing Up my Sleeve
4. Metropolis
5. Killed by Death
6. Ace of Spades
7. Steal your Face
8. (We Are) the Road Crew
9. Motörhead
10. Bomber
11. Overkill

## Formazione
- Lemmy Kilmister - basso, voce
- Phil Campbell - chitarra
- Würzel - chitarra
- Pete Gill - batteria